# Ничипорович, Владимир Иванович
Владимир Иванович Ничипорович (15 марта 1900 — 31 января 1945) — советский офицер, военачальник, генерал-майор (1943).

## Биография
Родился в крестьянской семье 15 марта 1900 года. В октябре 1917 стал членом красногвардейского отряда Московского Почтамта. В 1918 году он был участником гражданской войны в России, командир взвода. В 1926 году Окончил Объединённое татаро-башкирское военное училище. В межвоенный период служил в кавалерии. С 1930 году обучался на курсаx усовершенствования комсостава в Новочеркасске. С 1933 служил пом.командира 39-го кавполка 7-й кавалерийской дивизии. С 1935 командовал 94-м кавалерийским полком 24-й кавалерийской дивизии.
В январе 1938 года назначен командиром 39-го кавалерийского полка, но уже 7 марта 1938 года был арестован сотрудниками НКВД и был уволен из армии. В декабре 1938 был освобожден из под ареста, а дело прекращено за отсутствием состава преступления. В феврале 1939 года восстановлен на военной службе, с марта 1939 командир 106-го кавалерийского полка 36-й кавдивизии. С 25 ноября 1940 года командовал 14-й моторизованной бригадой. В марте 1941 года назначен командиром 208-й моторизованной дивизии 13-го механизированного корпуса 10-й армии Западного особого военного округа.
С началом Великой Отечественной войны продолжал командовать дивизией. Ничипорович на основе своих подразделений создал партизанский отряд, успешно действовавший в тылу противника. За успешные партизанские операции он был награжден орденом Ленина 15 июля 1942 года. Осенью 1942 года был откомандирован в Москву для учебы на ускоренном курсе Академии суxопутныx войск им. Ворошилова.
С апреля 1943 года был заместителем командира 4-го гвардейского кавалерийского корпуса. 18 мая 1943 года — генерал-майор.
30 мая 1943 года арестован сотрудниками НКВД за измену Родине. Находился в заключении в Москве, в Бутырской тюрьме, где и умер 31 января 1945 года. По другим данным (записям в личном деле) умер 2 ноября 1946 года, наxодясь под следствием в Минске. 
Реабилитирован 4 октября 1952 года.

## Награды
- Орден Ленина (1942)
- Медаль «XX лет РККА» (1938)

## Воинские звания
- Полковник (1936)
- Генерал-майор (1943)

## Память
Именем Владимира Ничипоровича названа улица в городе Пружаны.